# 市川 (市川市)
市川（いちかわ）は、千葉県市川市にある町丁であり、旧葛飾郡のち東葛飾郡市川村、旧東葛飾郡市川町のち市川市大字市川、旧市川市市川町に概ね相当する。現行行政地名は市川一丁目から市川四丁目。郵便番号は272-0034。

## 地理
市川市中部に位置する、江戸川に沿った地域である。市川駅前・市川真間駅に至る通りは商業地、その他は主に住宅地となっており、地域の中央に国道14号（千葉街道）と松戸街道、北部に京成電鉄本線、南部にJR総武線が通る。市川の北に隣接する真間には真間川が流れる。
北は真間・国府台、東は新田、西は江戸川を挟んで東京都江戸川区北小岩、南は市川南、と接している。

### 地価
駅北口前の地価は、2019年（平成31年）1月1日に公表された基準地価によれば、市川1丁目7番地15号の地点で91万円/m2となっている。

## 歴史
旧市川町の中心部に当たり、慶長年間には番所が置かれ、江戸川の官渡しの場となっていた。現在はJR総武線市川駅周辺を中心に市街地を形成しているが、かつては市川字上出口（現在の市川二丁目・三丁目の総武線と京成線に囲まれた江戸川沿いの地域）が町の中心地で、1930年代まで市川町役場が置かれた。また、二・三丁目にかけては、大正年間に松の自然林を生かした邸宅街として開発された。

### 地名の由来
由来ははっきりしていないが、有力説として、地域の西を流れる江戸川（太日川）が当時東国一の川であったことから一の川が訛ったとする説、江戸川の河岸に定期的に川舟が集まり、市が開かれていたことに由来するという説がある。

### 沿革
- 1869年（明治2年） 葛飾県葛飾郡市川村となる。
- 1871年（明治4年） 廃藩置県、県の統合により印旛県葛飾郡市川村となる。
- 1873年（明治6年） 県の統合及び、郡の分割により千葉県東葛飾郡市川村となる。
- 1889年（明治22年） 東葛飾郡国府台村、真間村、市川新田、平田村と合併し、東葛飾郡市川町大字市川となる。
- 1934年（昭和9年）11月3日 八幡町、中山町、国分村と合併、市制施行。市川市大字市川となる。
- 1951年（昭和26年）12月1日 市内の大字を町に変更。それに伴い、市川より市川市市川町一丁目 - 五丁目、市川・真間より市川市根本町を新設。
- 1965年（昭和40年）7月1日 住居表示施行。市川町一丁目 - 五丁目、真間町二丁目、新田町三丁目、根本町の各一部を新町域として丁目を再編し、市川市市川一丁目 - 四丁目を新設。
- 1970年（昭和45年）9月8日 市川二丁目の総武線ガードに衝突したタンクローリーからフッ化水素が漏出。現場に出動した消防士、地域住民など60人以上が火傷による負傷[7]。

### 町名の変遷
| 実施後     | 実施年月日   | 実施前（各町名ともその一部） |
| ---------- | ------------ | ---------------------------- |
| 市川一丁目 | 1965年7月1日 | 市川町                       |
| 市川二丁目 | 1965年7月1日 | 市川町                       |
| 市川三丁目 | 1965年7月1日 | 市川町                       |
| 市川四丁目 | 1965年7月1日 | 市川町、根本町               |

### 小字
ここでは、現在の市川一丁目 - 四丁目に存在した小字を現在の町丁順に北から列挙する。
市川一丁目
- 大字市川
  - 大門向（南部のみ）
  - 砂河原（南部のみ）
  - 八幡前
  - 下出口（北東の一部のみ）
  - 柳下
  - 圦下（北部の一部のみ・市川駅所在地）
  - 宮田（北部の一部のみ）
- 大字真間
  - 大門（南部のみ）
- 大字市川新田
  - 市川境（西部のみ）

市川二丁目
- 大字市川
  - 寒室出口（南部の一部のみ）
  - 第六天前（北西部のみ）
  - 上出口（南部のみ）
  - 下出口（南東の一部を除く）
- 大字真間
  - 大門（西部の一部のみ）
  - 寒室（南部の一部のみ。飛地）

市川三丁目
- 大字市川
  - 真間下（東部の一部を除く）
  - 小向（南部の一部のみ）
  - 寒室出口（南部の一部を除く。国府台駅所在地）
  - 上出口（南部の一部を除く。旧市川町役場所在地・旧市川町中心地）
  - 下出口（南東の一部を除く）
- 大字真間
  - 本田（西部の一部のみ）
  - 寒室（南部の一部を除く・飛地）

市川四丁目（大字市川→根本町→市川四丁目）
- 大字市川
  - 根本（北部の一部を除く大部分）
  - 小向（北部の一部のみ）
- 大字真間
  - 本田（西半分）
  - 本寺際（西部の一部のみ）

## 世帯数と人口
2017年（平成29年）9月30日現在の世帯数と人口は以下の通りである。
| 丁目       | 世帯数    | 人口     |
| ---------- | --------- | -------- |
| 市川一丁目 | 2,285世帯 | 3,794人  |
| 市川二丁目 | 1,808世帯 | 3,071人  |
| 市川三丁目 | 1,910世帯 | 3,430人  |
| 市川四丁目 | 798世帯   | 1,448人  |
| 計         | 6,801世帯 | 11,743人 |

## 小・中学校の学区
市立小・中学校に通う場合、学区は以下の通りとなる。
| 丁目       | 番地     | 小学校             | 中学校             |
| ---------- | -------- | ------------------ | ------------------ |
| 市川一丁目 | 全域     | 市川市立市川小学校 | 市川市立第一中学校 |
| 市川二丁目 | 全域     | 市川市立市川小学校 | 市川市立第一中学校 |
| 市川三丁目 | 1～25番  | 市川市立市川小学校 | 市川市立第一中学校 |
| 市川三丁目 | 26～27番 | 市川市立真間小学校 | 市川市立第一中学校 |
| 市川三丁目 | 28～40番 | 市川市立真間小学校 | 市川市立第二中学校 |
| 市川四丁目 | 全域     | 市川市立真間小学校 | 市川市立第一中学校 |

## 施設
- 市川市消防局西消防署
- 市川市立市川保育園
- 天子の森保育園
- 自然幼稚園
- 市川市立市川小学校
- 市川公民館
  - 市川市立図書館市川公民館図書室
- 市川三本松郵便局
- 市川広小路郵便局
- 東京ベイ信用金庫本店
- 三菱UFJ銀行
  - 市川支店
  - 市川駅前支店
- 三井住友銀行市川支店
- みずほ銀行市川支店
- 千葉興業銀行市川支店
- 千葉銀行市川支店
- 京葉銀行市川支店
- 山崎製パン企業年金基金会館
  - 市川グランドホテル
- ダイエー市川店
- 極楽寺
- 観音寺

## 交通
- JR総武線市川駅
- 京成本線国府台駅
- 国道14号（千葉街道）
- 市川橋
- 千葉県道1号市川松戸線（松戸街道）
- 千葉県道264号高塚新田市川線
- 千葉県道283号若宮西船市川線